# روب دوكز
روب دوكز (بالإنجليزية: Rob Dukes)‏ (و. 1968  م) هو مغني أمريكي، ولد في فلوريدا.

## روابط خارجية
- روب دوكز على موقع ميوزك برينز (الإنجليزية)
- روب دوكز على موقع أول ميوزيك (الإنجليزية)
- روب دوكز على موقع ديسكوغز (الإنجليزية)